# Луций Юний Брут Дамасип
Луций Юний Брут Дамасип (на латински: Lucius Junius Brutus Damasippus) е древноримски военен деец и политик, градски претор през 82 г. пр.н.е. и поддръжник на Гай Марий. По време на гражданската война през 83 – 82 пр.н.е по заръка на Гай Марий Младши организира гонения и кланета на сенаторите, които са на страната на Луций Корнелий Сула.

## Произход
Луций Юний Брут Дамасип пренадлежи към знатният плебейски род Юнии, представителите на който са консули и народни трибуни още от зараждането на Римската република.

## Кариера
Вероятно първото споменаване на Дамасип в историческите извори е през 89 пр.н.е. Дамасип се споменава като един от легатите на консула Гней Помпей Страбон по времето на Съюзническата война през 91 – 88 пр.н.е., когато воюва против социите в северните части на Италия. В историческите източници Страбон се споменава като поддръжник на Гай Марий и е възможно още в този период и самия Луций Дамасип да е сред „мариевците“.
През 83 пр.н.е, когато Сула пристига с легионите си в Италия и започва нова гражданска война, Луций Дамасип е легат и заедно с Гай Целий Антипатър (легат на Гай Норбан през 82 пр.н.е.) и Гай Карин се опитват да попречат на Гней Помпей Младши да премине през Пиценум за да се присъедини към Сула. От трите вражески армии, които го заобикалят, Помпей избира да се бие против армията на Дамасип. По време на битката кавалерията на Дамасип е обърната в бягство, като разбива редиците на собствената си пехота, което води до загубата на силите на Дамасип. След победата си в тази битка Помпей успява да се обедини със силите на Сула.
Въпреки неуспеха си срещу Помпей, Луций Дамасип е назначен за градски претор през 82 пр.н.е.

## Политически терор
През 82 пр.н.е. консулът Гай Марий Младши е обсаден от силите на Сула в Пренесте и осъзнавайки безнадеждността на положението си изпраща вест до Луций Дамасип, в която заповядва на градският претор да бъдат избити редица благородници подкрепящи Сула. Дамасип свиква сената и според Ливий „избива почти всички римски благородници“. Други източници споменават само имената на четирима сенатори Луций Домиций Ахенобарб, Квинт Муций Сцевола, Публий Антисций и Гай Папирий Карбон, които Дмасип „уби... по най-жесток начин“. Телата на мъртвите са изхвърлени в река Тибър, а според Валерий Максим главите им били отрязани и изхвърлени при главите на жертвените животни, а тялото на Гай Папирий Карбон Арвина било оковано на кръст и разнасяно из целия град.
Като се има предвид, че Сцевола е роднина на съпругата на единия от консулите Гай Марий Младши, а Карбон е братовчед на другия консул Гней Папирий Карбон, историкът Ернст Бадиан прави предположението „че четиримата, едва ли са произволно избрани жертви“ – вероятно убитите сенатори са имали планове да преминат на страната на Луций Сула, но планът им е бил разкрит. Има и хипотеза, че Дамасип е действал на своя глава и без разрешението на Марий Младши, който е обсаден в Пренесте, а версията че Марий е заповядал чистката е възникнала в по-късен период след победата на Сула.

## Поход към Рим
Когато Сула напредва към Рим, Дамасип бяга в Етрурия и се присъединява към армията на Карбон. Консулът му дава два легиона и го изпраща да помогне на обсадения в Пренесте Марий Младши. Дамасип не успява да се добере до града, тъй като поддръжниците на Сула са блокирали пътищата и проходите водещи до Пренесте. Скоро след това Карбон бяга в Африка, което превръща Дамасип в един от тримата командири заедно с Гай Карин и Гай Марций Цензорин останали да ръководят армиите от поддръжници на Марий. Следва още един опит за пробиване блокадата на Пренесте, но след като и той се проваля повеждат армиите си към Рим заедно със силите на самнитския военачалник Понтий Телезин и луканския генерал Марк Лампоний. Тази тактика или е отчаян ход, тъй като в Рим армиите на Телезин и „мариевците“ е откъсната от възможните пътища за бягство, или е добре премерена стратегическа маневра с която се цели Сула да напусне добрите си защитни позиции в планините и да е принуден да се сражава на равнинен терен, където обединената армия на поддръжниците на Марий има шанс за попеда. След което да се даде възможност на младия консул Марий най-накрая да пробие отслабената блокада на Пренесте..
Битката за Рим се провежда при Колинската врата. На 1 ноември 82 пр.н.е. двете сили се срещат в битката при „Порта Колина“ пред Рим. Последната битка е отчаяна, като и двете страни вярват, че тяхната победа ще спаси Рим. Положението на левия фланг на Сула е много тежко. Войниците командвани от Марк Лициний Крас на десния фланг обаче разбиват левия фланг на противниците. Боевете продължават през цялата нощ, вероятно около 50 000 души губят живота си в тази решителна битка. Силите на Сула побеждават и така той става единствения „господар“ на Рим. Дамасип е заловен и удушен. Няколко дни по-късно името му се появява в първия проскрипционен списък, на пето място – веднага след имената на консулите от 83 и 82 пр.н.е.

### Първични източници
- Апиан. „Римска история“. – М.: Ладомир, 2002. – 880 стр. – ISBN 5-86218-174-1.
- Валерий Максим. „Достопамятные деяния и изречения“. – СПб., 1772. – Т. 2. – 520 стр.
- Велей Патеркул. „Римская история // Малые римские историки“. – М.: Ладомир, 1996. – стр. 11 – 98. – ISBN 5-86218-125-3.
- Тит Ливий. „История Рима от основания города“. – М.: Наука, 1994. – Т. 3. – 768 стр. – ISBN 5-02-008995-8.
- Павел Орозий. „История против язычников“. – СПб.: Издательство Олега Абышко, 2004. – 544 стр. – ISBN 5-7435-0214-5.
- Плутарх. „Сравнительные жизнеописания“. – СПб., 1994. – Т. 3. – 672 с. – ISBN 5-306-00240-4.
- Салустий. „О заговоре Катилины // Цезарь. Саллюстий“. – М.: Ладомир, 2001. – стр. 445 – 487. – ISBN 5-86218-361-2.

### Вторични източници
- Broughton T. „Magistrates of the Roman Republic“. – New York, 1952. – Vol. II. – стр. 558.
- Е. Бадиан. „Цепион и Норбан (бележки за десетилетието 100 – 90 г. пр.н.е.)“ // Studia Historica. – 2010. – № Х. – стр. 162 – 207.
- Франсоа Инар. „Сулла“. – Ростов н/Д, 1997. – 416 стр. – ISBN 5-222-00087-7.
- Короленков А., Смыков Е. Сулла. – М.: „Молодая гвардия“, 2007. – 430 стр. – ISBN 978-5-235-02967-5.
- Теодор Момзен. „История Рима“. – Ростов-на-Дону: Феникс, 1997. – Т. 2. – 640 стр. – ISBN 5-222-00047-8.
- Рязанов В. Монеты и монетарии Римской республики. Денарии М. Юния Брута
- Сайт „История Древнего Рима“.